# Дік Чейні
Рі́чард Брюс «Дік» Че́йні (англ. Richard Bruce «Dick» Cheney; нар. 30 січня 1941, Лінкольн, Небраска, США) — американський політик, служив в адміністраціях чотирьох президентів США (1989–1993, міністр оборони США), з січня 2001 до 20 січня 2009 року обіймав посаду віцепрезидента США (переобраний на другий термін в листопаді 2004, повторно вступив на посаду 20 січня 2005).

## Біографія
Народився в столиці штату Небраска — місті Лінкольн, виріс в місті Каспер, що в штаті Вайомінг. Син Річарда Герберта Чейні та Мерджорі Лоррейн Діккі. Серед його предків були англійці, валійці, ірландці та французи-гугеноти. Далекий предок Діка Чейні, Вільям Чейні, емігрував з Англії в Массачусетс в XVII ст. Його батько був агентом зі збереження ґрунтів у міністерстві сільського господарства США, мати — софтбольною знаменитістю 1930-их. Має брата та сестру.
Чейні навчався у Єльському університеті, але покинув навчання. Ступені бакалавра і магістра із спеціалізацією по політології Чейні отримав в Університеті Вайомінгу.
У 1960-х Чейні підтримував війну у В'єтнамі, але отримав кілька відстрочок від військової служби і не служив в армії.
Політична кар'єра Чейні почалася в 1969 році, коли він став працювати інтерном в офісі конгресмена Вільяма Стейгера. Далі він вступив у штат Доналда Рамсфелда, який був директором Офісу економічних можливостей. Чейні просувався по службі та став помічником президента Джеральда Форда. Після того як Доналд Рамсфелд став міністром оборони та залишив посаду керівника президентської адміністрації, Чейні зайняв цю посаду за рекомендацією Рамсфелда.

### Палата представників
У 1978 р. Чейні був вибраний у Палату представників США від штату Вайомінг від Республіканської партії. Його було вибрано п'ять разів і Чейні був представником до 1989 р. З 1981 по 1987 рік був головою Комітету республіканської політики, з 1988 — парламентським організатором партії.

### Міністр оборони
У березні 1989 Дік Чейні став міністром оборони США у адміністрації президента Джорджа Г. В. Буша і служив на цієї посаді до січня 1993 р. Він керував вторгненням Сполучених Штатів до Панами і Операцією «Буря в пустелі» у війні в Перській затоці (1990). У 1991 Чейні був нагороджений Президентською медаллю Свободи Джорджем Г. В. Бушем.
Впродовж чотирьох років на посаді міністром оборони Чейні скоротив чисельність війська і бюджет міністерства оборони зменшувався, незважаючи на тиск щодо придбання систем зброї, пропоновані Конгресом. Військовий бюджет в поточних доларах знизилися з 291 мільярда до 270 мільярдів доларів США. Повна військова чисельність була зменшена на 19 відсотків, від приблизно 2,2 мільйонів в 1989 до приблизно 1,8 мільйонів в 1993.

### Бізнесмен
З приходом до влади адміністрації Демократичної партії Чейні покинув посаду міністра оборони та перейшов до аналітичного центру Американського інституту підприємництва. З 1995 до 2000 р. був головою правління і головою корпорації Halliburton. Halliburton є в списку компаній Fortune 500.

### Віцепрезидент
На початку 2000 р. Дік Чейні очолював комітет пошуку кандидата віцепрезидента Джорджа Вокера Буша. Джордж Буш запропонував посаду кандидата віцепрезидента Діку Чейні, чим здивував багатьох. Після перемоги Буша на виборах Чейні вступив на посаду 20 січня 2001.
Дік Чейні двічі виконував обов'язки президента США: у 2002 та 2007 роках. В обох випадках це було пов'язане з тим, що президент Джордж Буш проходив колоноскопію під наркозом. Згідно пункту 3 25-ї поправки до Конституції, в такому випадку поточний президент подає заяву до Конгресу про свою недієздатність. Обидва рази він виконував обов'язки 2 години.

## Сім'я
Чейні одружився з Лінн Вінсент у 1964, має дві дочки. Старша дочка Елізабет і дружина Лінн в наш час[коли?] працюють в Американському інституті підприємництва.

## В популярній культурі
- Біографічний фільм «Влада» (2018) про життя й діяльність Діка Чейні.
- Згадується у серіалу «Надприродне». У 4 серії 3 сезону демониця Кейсі каже, що для Діка Чейні у пеклі зарезервоване місце. У 10 серії 6 сезону демон Кроулі каже головним героям, що їх дідусь — це "найкраще придбання після Діка Чейні".